# Solidaire economie
Solidaire economie is een vorm van productie, consumptie en verdeling van rijkdommen die gefocust is op het menselijk wezen in zijn geheel, en niet op de accumulatie van kapitaal. Het begrip komt voort uit de wereld van de coöperatieven. Het wil groepen een democratisch beheer geven over economische processen. Arbeid wordt niet gezien als een productiefactor, maar als een proces waarin een mens zichzelf kan bevrijden en ontwikkelen. En economie wordt niet gezien als een losstaand proces, maar bekeken binnen een veelvoud van dimensies: sociaal, politiek, ecologisch, cultureel... Hiermee begeeft de solidaire economie zich ook op publiek vlak, waarin zij ijvert voor een meer rechtvaardige maatschappij.